# Stein Rokkan
Stein Rokkan   (Vågan, 4 de juliol de 1921 - Bergen, 22 de juliol de 1979) fou un politòleg i sociòleg noruec. Rokkan ha estat, juntament amb Seymour M. Lipset, un dels principals teòrics sobre la formació dels partits polítics.

## Les dues grans revolucions i la formació dels partits polítics
Rokkan defineix dues grans revolucions polítiques: una és la revolució nacional que va donar pas als estats nació. I la segona és la revolució industrial que propiciarà la divisió entre treballadors i empresaris.  
A partir d'aquestes dues revolucions Rokkan establirà la seva teoria sobre els orígens dels partits polítics que segons ell sorgeixen a fi de defensar una determinada postura en les diferents fractures socials (cleavages) d'una societat .
Per a Rokkan, juntament amb Seymour Martin Lipset, la formació dels sistemes de partits tenen el seu origen en els conflictes ideològics que generaren una sèrie de divisions socials —cleavages— en una societat. Alguns clivatges més destacats són la llengua, l'ètnia, la nacionalitat, la religió o l'esquerra i dreta ideològica, entre d'altres. Així doncs, aquestes divisions socials donarien lloc a una consciència ideològica d'una part d'aquesta societat —necessàriament enfrontada a un altre— que posteriorment serien defensades pels partits polítics. En conseqüència els partits polítics defensarien, d'aquestes fractures socials, una postura concreta.
A Catalunya, per exemple un clivatge molt destacat és la independència de Catalunya, de manera que en el sistema de partits catalans existeixen formacions que s'han organitzat entorn a aquest clivatge: Junts pel Sí defensaria la independència de Catalunya mentre que Ciutadans defensaria la continuïtat d'aquesta dintre de l'estat espanyol.